# Михаил Девятаев
Михаил Петрович Девятаев (роден на 25 юни / 8 юли 1917 г. гр. в Торбеево, Тамбовска губерния, Руска империя (сега Мордовия, Русия); † 24 ноември 2002 г. в Казан, Татарстан) е лейтенант и боен пилот в Червената армия. Той става известен със зрелищното си бягство от Зур в немски самолет малко преди края на Втората световна война от изпитвателна площадка на военновъздушните сили в Пенемюнде-Запад на остров Узедом, принадлежащ към трудовия лагер Карлсхаген I, сателитен лагер на концентрационния лагер „Равенсбрюк“. Там за принудителен труд са настанени предимно съветски военнопленници.
След като първоначално е обвинен в сътрудничество с германците поради съмнения относно хода на бягството и прекарва два месеца в ареста, той се завръща у дома през лятото на 1945 г. Дванадесет години по-късно, благодарение на усилията на Сергей Корольов, той става известен на съветската общественост и е удостоен с почетното звание Герой на Съветския съюз. Той обаче никога повече не лети със самолет, а работи по професията си като капитан в гражданското корабоплаване.

## Живот

### Образование и военна служба
Девятаев е роден в Торбеево през 1917 г. като тринадесето дете в селско семейство. Започва обучение за корабен щурман в Техникума по корабоплаване в Казан, който завършва през 1938 г. с „упълномощаване на помощник-капитан на кораби Волга“. По време на следването той се записва в местния аероклуб. Тогава той е капитан на малък кораб на Волга. През същата година той е призован в Червената армия и започва обучението си като пилот на изтребител в 1-ва Оренбургска летателна школа.
На 24 юни 1941 г. , само два дни след германската атака срещу Съветския съюз, Девятаев отбелязва първата си победа – срещу Юнкерс Ю 87. За това е награден с орден Червено знаме. През 1942 г. лети на МиГ-3 при отбраната на Москва. По време на ръчни боеве над Тула той е свален и тежко ранен в бедрото. След продължителен престой в болницата той е използван за първи път по съвет на лекарите като пилот на У-2 при бомбардировки и полети за снабдяване и за транспортиране на ранени, понякога от тила на врага. За тези полети той получава втори път Ордена на Червеното знаме. След като се запознава с Александър Покришкин през май 1944 г., той отново става боен пилот във 2-ра въздушна армия, в която служи. В хода на войната Девятаев отбеляза девет падания на немски самолети в 150 полета.

### Плен и бягство
На 13 юли 1944 г. Девятаев е свален като командир на верига в 104-ти GwIAP (Гвардейски изтребителен полк) на неговата 185-та мисия, в която той лети като Rottenhund за своя командир на полка зад германските линии в Украйна близо до Лвов. След като скочи от своя Ла-5, той беше пленен тежко ранен. Първо е затворен в концентрационния лагер Клайн-Кьонигсберг близо до Лодз. Заедно с други затворници той изкопава тунел за бягство. След неуспешния опит за бягство на 13 август, той е изпратен в концентрационния лагер Захсенхаузен в края на септември преместен. Твърди се, че той е приел самоличността на починал затворник там с помощта на други затворници и оттук нататък живее под името „Никитенко“. През ноември той най-накрая се озовава в концентрационния лагер Карлсхаген I, който е част от полигона Пенемюнде-Запад на Луфтвафе и в който са настанявани предимно съветски военнопленници за принудителен труд. В указателя на затворниците на концентрационния лагер Карлсхаген I той е вписан под номер 11024 с името „Dewjatajew, Michail“, [4] , което противоречи на легендата, разпространена по-късно в Съветския съюз и ГДР, че той е създал нова идентичност в Заксенхаузен.
Немски съзатворник се грижи Девятаев да бъде назначен в група, която работи директно на летището. Там той трябва да ремонтира повредени писти с други военнопленници самолети за тестване на камуфлаж, паркирани там. След това Девятаев започва да разработва планове за бягство с малка група затворници. Те наблюдават как немските пилоти се подготвят за излитане и един от членовете на групата превежда немските надписи върху инструменти, намерени в останки от самолет. Важно е по време на тези приготовления Девятаев да може да наблюдава как германски пилот лети с двумоторен Heinkel He 111 готов да започне. Пилотът с готовност показа на Девятаев всички необходими процедури и движения.
На 8 февруари 1945 г. моментът е дошъл. В този ден работният детайл се състои от десет съветски затворници, охранявани само от един войник. Затворниците имат задачата да управляват няколко бомбардировача Heinkel He 111, покрити с големи камуфлажни мрежи. До обяд те са сами на летището с дежурния охранител, редник Алфред Джонен. Затворниците убиват ландщурмана, качват се на He 111 и след като преодолява няколко проблема, Михаил Девятаев успява да излети с бомбардировача. Освен Девятаев като пилот, в бягството участват още Владимир Соколов, Иван Кривоногов, Михаил Джемез, Пьотър Кутергин, Владимир Немченко, Николай Урбанович, Трофим Сердюков, Фьодор Адамов и Иван Олейник. Опитите на германска страна да прехванат самолета не успяват. Летят в югоизточна посока и след известно време пресичат фронтовата линия над Померания. Тъй като летят в немски бомбардировач, са обстрелвани от съветски зенитни оръдия. Девятаев успява да приземи бомбардировачите на една поляна. СМЕРШ поставя под въпрос разказа на Девятаев. Съветската защита е на мнение, че бягството би било невъзможно без сътрудничество с германската страна. Девятаев е заподозрян като немски шпионин и е преместен в наказателна част на армията. Девятаев остава в затвора до септември 1945 г. и многократно е разпитван. Малко след бягството, деветте му другари са назначени в бойните части и са изпратени на участъци от фронта, където загубите са особено големи. Само трима от тях оцеляват в боевете за Берлин, шест от тях падат в последните дни на войната, сражавайки се за Берлин. В крайна сметка Девятаев е освободен от затвора само след свидетелства от бивши съзатворници и протокол от разпит от командването на германския въздушен флот 6, допринесли за неговото оневиняване. Твърди се, че бежанците са предоставили на съветските власти ценна информация за германската ракетна програма, въпреки че са били призовани само да извършват спомагателна работа на летището в Пенемюнде и не са били наясно с развитието на ракетата Фау-2 в съседния армейски изследователски институт Пенемюнде.

## Живот след Втората световна война
След края на войната Девятаев работи като докер в Казан. Едва през 1957 г. той е оправдан по обвинението в сътрудничество с германците, след като ръководителят на съветската космическа програма Сергей Павлович Корольов се застъпва за него, като твърди, че информацията, предоставена от Девятаев и неговите спътници, е жизненоважна за съветските космически пътувания. На 15 август същата година Девятаев е удостоен със званието Герой на Съветския съюз. За него се появяват няколко книги и статии във вестници. Продължава да живее в Казан и работи като капитан на пътнически кораби по Волга.
Девятаев е първият капитан на кораб на подводни криле „Метеор“ (1961).
Девятаев умира в Казан през 2002 г. и е погребан в почетното гробище на града. На него е посветен музей в родния му град Торбеево, има паметници в Казан и Пенемюнде на Узедом. Град Волгаст му дава почетно гражданство на 17 юли 1970 г. Малко преди смъртта си той е чест гост в Пенемюнде, където се намира историко-техническият музей на мястото на електроцентралата на бившия армейски изследователски институт, в който може да се види мемориалният камък на бягството на Девятаев. През юни 1999 г. той се среща с немския пилот, който получава задачата да го преследва и свали с Junkers Ju 88.
Девятаев е два пъти носител на Ордена на Червеното знаме, а също така получава орден Ленин и съветски орден на Отечествената война първа и втора степен.

## В киното
- През април 2021 г. излиза „Девятаев“ (Dewjatajew), биографичен филм за бягството на Девятаев от Германия, режисиран от Тимур Бекмамбетов. В ролята Павел Прилучний.